# Homem de Nanquim
Homem de Nanquim (Homo erectus nankinensis) é uma sub espécie do Homo erectusdescoberta na China. Em 1993 foram descobertos dois crânios de um macho e de uma fêmea na caverna Tangshan próximo a Nanquim, sendo datados entre  580,000 a 620,000 anos de idade. Os crânios encontram-se preservados no Museu de Nanquim onde são estudados por cientistas da área.